# Plainride
Plainride ist eine deutsche Rockband, die 2013 in Köln gegründet wurde.

## Geschichte
Die Band Plainride wurde im Frühjahr 2013 von Sänger und Gitarrist Max Rebel in Köln gegründet. Die ursprüngliche Besetzung bestand aus Rebel, Fabian Klein (Gitarre), Andreas Wandscheer (Schlagzeug) und Leonard Beringer (Bass). Auf erste Auftritte im Kölner Raum sowie die Veröffentlichung einer Demo-EP über Bandcamp und SoundCloud folgte im Sommer 2014 die Produktion des Debüt-Albums Return of the Jackalope, welches unter der Regie von Produzent Szymon Swoboda und Co-Produzent Saimon Galus in den Vintage Records Studios in Posen weitgehend live eingespielt wurde.
Kurz nach der Veröffentlichung von Return of the Jackalope auf dem von Plainride eigens gegründeten Netlabel Beerfuzz Records im Jahr 2015 wurden Plainride 2016 von dem kalifornischen Independent-Label Ripple Music unter Vertrag genommen – mittlerweile mit Florian Schlenker am Schlagzeug. 2017 legte Ripple Music das Album mit neuem Artwork und erstmalig auch auf Vinyl wieder auf.
Im Anschluss an ihren Auftritt auf dem Wacken Open Air 2018 veröffentlichte Ripple Music das zweite Album der Band, Life on Ares, welches 2017 im Studio des Kölner Musikproduzenten Marius Ley (ehemals Mitglied der Gruppe Dat Adam) aufgenommen und von dem US-amerikanischen Produzenten Alberto De Icaza gemixt und gemastert wurde.
Zum Auftakt ihrer Europa-Tour mit der US-amerikanischen Heavy-Metal-Band War Cloud im Herbst 2019 verließ Gitarrist Fabian Klein aus beruflichen Gründen die Band und wurde von Gitarrist und Produzent Bob Vogston ersetzt. Kurz nach Beginn der COVID-19-Pandemie 2020 verließ Bassist Leonard Beringer die Band. 2021 und 2022 spielten Plainride mit wechselnden Bassisten (u. a. Korbinian Benedict von Ad Infinitum) Konzerte, bevor die Band im Herbst 2022 auf eine Formation als Trio umstieg, bei dem der Bass live durch einen Kemper-Profiling-Verstärker simuliert wird und sich Bob Vogston und Max Rebel in ihrer Rolle als Gitarrist / Bassist abwechseln.
Im April 2023 veröffentlichten Plainride ihr drittes Studioalbum Plainride über Ripple Music. Kurz darauf, im Mai 2023, begleiteten Plainride die US-amerikanische Heavy-Metal-Band Corrosion of Conformity als Vorband auf ihrer 20-tägigen Europatournee. Im Zuge dessen wurde der Kölner Auftritt der Band im Luxor vom WDR für das TV-Format Rockpalast aufgezeichnet.
Seit 2022 werden Plainride offiziell von dem britischen Verstärker-Hersteller Orange unterstützt.

## Stil
Plainride sind bekannt für ihren eklektischen Genremix, der im Hard Rock verwurzelt ist, immer wieder jedoch Anleihen aus verschiedenen Stilrichtungen wie Bluesrock, Stoner Rock, Funk, Progressive Rock oder Rap mit einbezieht. Die Band selbst betitelt ihren musikalischen Stil als Heavy Rock. Seitens der Musikpresse wurde bereits mehrfach der Vergleich zur US-amerikanischen Rockband Clutch gezogen, welche Plainride auch öffentlich als Inspiration anführen. Des Weiteren wurden Plainride verglichen mit Soundgarden, ZZ Top, Monster Magnet, Wolfmother und King Gizzard & the Lizard Wizard.

## Diskografie
Alben
- 2015 / 2017: Return of the Jackalope (Beerfuzz Records / Ripple Music)
- 2018: Life on Ares (Ripple Music)
- 2023: Plainride (Ripple Music)